# Kotari u Kraljevini Jugoslaviji
Kotar (srp. srez) je bio upravna jedinica u Kraljevini SHS odnosno Kraljevini Jugoslaviji. Bio je niža u razini od oblasti i poslije banovine, a iznad općine.